# ويلفريد واتسون
ويلفريد واتسون هو شاعر كندي، ولد في 1 مايو 1911، وتوفي في 25 مارس 1998.